# Seis dias de Chicago
Os Seis dias de Chicago foi uma corrida de ciclismo em pista, da modalidade de seis dias, que se corria em Chicago (Estados Unidos). A sua primeira edição data de 1915 e disputou-se até 1957.

## Palmarés
| Ano       | Vencedores                            | Segundos                              | Terceiros                          |
| --------- | ------------------------------------- | ------------------------------------- | ---------------------------------- |
| 1915 (1)  | Oscar Egg Francesco Verri             | Jimmy Moram Reginald McNamara         | Clarence Carman Frank Corry        |
| 1915 (2)  | William Hanley Percy Lawrence         | Martin Ryan Lloyd Thomas              | Gordon Walker Robert Walthour      |
| 1916      | Robert Spears Reginald McNamara       | Percy Lawrence Jake Magin             | George Cameron Harry Kaiser        |
| 1917      | Francesco Verri Reginald McNamara     | Frank Corry Jake Magin                | Peter Drobach Eddy Madden          |
| 1918-1920 | edições não realizadas                | edições não realizadas                | edições não realizadas             |
| 1921 (1)  | Jake Magin Eddy Madden                | Alfred Hill Ernest Kockler            | Willy Lorenz Fred Weber            |
| 1921 (2)  | Jake Magin Eddy Madden                | Bob Fitzimmons Harry Horan            | Ray Eaton Harry Kaiser             |
| 1922 (1)  | Alfred Goullet Ernest Kockler         | Willy Coburn Dave Lands               | William Hanley Lloyd Thomas        |
| 1922 (2)  | Willy Coburn Dave Lands               | Percy Lawrence Lloyd Thomas           | Cessar Debaets Alois Persyn        |
| 1923 (1)  | Oscar Egg Maurice Brocco              | Alfred Goullet Bob Walthour           | Harry Horan Lloyd Thomas           |
| 1923 (2)  | Carl Stockholm Ernest Kockler         | Willy Coburn Maurice Brocco           | Percy Lawrence Joe Kopsky          |
| 1924 (1)  | Oscar Egg Alfred Grenda               | Carl Stockholm Ernest Kockler         | Maurice Declerck Eddy Madden       |
| 1924 (2)  | Harry Horan Bob Walthour              | Maurice Declerck Alfred Taylor        | Henri Stockelynck Franco Giorgetti |
| 1925 (1)  | Reginald McNamara Bob Walthour        | Henri Stockelynck Alfons Goossens     | Harry Horan Eddy Madden            |
| 1925 (2)  | Fred Spencer Bob Walthour             | Harry Horan Harris Horder             | Reginald McNamara Alfons Goossens  |
| 1926 (1)  | Reginald McNamara Bob Walthour        | Fred Spencer Franco Giorgetti         | Henri Stockelynck Alfons Goossens  |
| 1926 (2)  | Dave Lands Otto Petri                 | Anthony Beckman Charles Winter        | Reginald McNamara Alfons Goossens  |
| 1927 (1)  | Carl Stockholm Franco Giorgetti       | Fred Spencer Charles Winter           | Harry Horan Eddy Madden            |
| 1927 (2)  | Bob Walthour Franco Giorgetti         | Klaas van Nek Alfons Goossens         | Carl Stockholm Fred Spencer        |
| 1928 (1)  | Anthony Beckman Gerard Debaets        | Fred Spencer Bob Walthour             | Klaas van Nek Dave Lands           |
| 1928 (2)  | Piet van Kempen Mike Rodak            | William Fenn Jr Bob Walthour          | George Dempsey Gerard Debaets      |
| 1928 (3)  | Franz Duelberg Jimmy Walthour         | Paul Broccardo Alfred Letourneur      | Anthony Beckman Franco Giorgetti   |
| 1929 (1)  | Franz Duelberg Franco Giorgetti       | Paul Broccardo Alfred Letourneur      | Willie Grimm Dave Lands            |
| 1929 (2)  | Reginald McNamara Gaetano Belloni     | Paul Broccardo Alfred Letourneur      | Franz Duelberg Viktor Rausch       |
| 1930 (1)  | Anthony Beckman Gerard Debaets        | Paul Broccardo Alfonso Zucchetti      | Fred Spencer Charles Winter        |
| 1930 (2)  | Marcel Guimbretiere Alfred Letourneur | Paul Broccardo Franco Giorgetti       | Adolphe Charlier Roger De Neef     |
| 1931 (1)  | Willie Grimm Emil Richli              | Marcel Guimbretiere Alfred Letourneur | Reginald McNamara Charles Winter   |
| 1931 (2)  | Franz Duelberg Willie Grimm           | Marcel Guimbretiere Alfred Letourneur | Franco Giorgetti Gerard Debaets    |
| 1932 (1)  | Jan Pijnenburg Adolphe Van Nevele     | Marcel Guimbretiere Alfred Letourneur | Reginald McNamara Harry Horan      |
| 1932 (2)  | Jules Audy William Peden              | Alfredo Binda Norman Hill             | Gerard Debaets Alfred Letourneur   |
| 1933 (1)  | Gerard Debaets Alfred Letourneur      | Jules Audy Willie Grimm               | Henri Lepage Prudent Delille       |
| 1933 (2)  | Ewald Wissel Jimmy Walthour           | Alfred Letourneur William Peden       | George Dempsey Robert Thomas       |
| 1934 (1)  | Tony Shaller William Peden            | Tino Reboli Edoardo Severgnini        | Reginald McNamara Dave Lands       |
| 1934 (2)  | Gerard Debaets Alfred Letourneur      | Jack Schaller Robert Thomas           | Jerry Rodman Cecil Yates           |
| 1935 (1)  | Franco Giorgetti Alfred Letourneur    | Tino Reboli Robert Thomas             | Ernst Bühler Tony Shaller          |
| 1935 (2)  | Gustav Kilian Heinz Vopel             | Jerry Rodman Alfred Hill              | Jules Audy William Peden           |
| 1936 (1)  | Gustav Kilian Heinz Vopel             | Jules Audy William Peden              | Jerry Rodman Robert Thomas         |
| 1936 (2)  | Emile Diot Emile Ignat                | Gustav Kilian Heinz Vopel             | Jerry Rodman Cecil Yates           |
| 1937 (1)  | Emile Diot Emile Ignat                | Alvaro Giorgetti Cor Wals             | Jules Audy William Peden           |
| 1937 (2)  | Gustav Kilian Heinz Vopel             | Emile Diot Emile Ignat                | Douglas Peden William Peden        |
| 1938 (1)  | Gustav Kilian Heinz Vopel             | Douglas Peden William Peden           | Tino Reboli Gerard Debaets         |
| 1938 (2)  | Omer De Bruycker Alfred Letourneur    | Douglas Peden William Peden           | Tino Reboli Gerard Debaets         |
| 1938 (3)  | Gustav Kilian Heinz Vopel             | Douglas Peden William Peden           | Marcel Guimbretiere Gerard Debaets |
| 1939 (1)  | Gustav Kilian Robert Thomas           | Heinz Vopel Cecil Yates               | Douglas Peden William Peden        |
| 1939 (2)  | Douglas Peden William Peden           | Cecil Yates Jerry Rodman              | Jules Audy Henry O'Brien           |
| 1940      | Cecil Yates William Peden             | Douglas Peden Archie Bollaert         | Charles Bergna Angelo De Bacco     |
| 1941      | edição não realizada                  | edição não realizada                  | edição não realizada               |
| 1942      | Cecil Yates Douglas Peden             | Charles Bergna Angelo De Bacco        | Charly Yaccino William Peden       |
| 1943-1945 | edições não realizadas                | edições não realizadas                | edições não realizadas             |
| 1946      | Erwin Pesek Tino Reboli               | Michael Abt Rene Cyr                  | Bill Jacoby Charly Yaccino         |
| 1947      | Bill Anderson Stanley Bransgrove      | Bill Jacoby Alfred Letourneur         | Erwin Pesek Charly Yaccino         |
| 1948      | Walter Diggelmann Hugo Koblet         | Roger De Corte André Maelbrancke      | Erwin Pesek Charly Yaccino         |
| 1949-1956 | edições não realizadas                | edições não realizadas                | edições não realizadas             |
| 1957      | Peter Post Harm Smits                 | Erwin Pesek Ted Ernst                 | Mino De Rossi Jack Heid            |